# 二嘎里乡
二嘎里乡，是中华人民共和国四川省阿坝藏族羌族自治州金川县下辖的一个乡镇级行政单位。

## 行政区划
二嘎里乡下辖以下地区：
二嘎里村、查拉沟村、俄枯村、四甲壁村、雅夏村、温布汝村和白塔村。